# Élodée de Nuttall
Elodea nuttallii
Espèce
Synonymes
- Anacharis nuttallii
- A. c. var. planchonii (Caspary) Victorin
- Anacharis occidentalis
- Elodea columbiana
- Elodea minor
- Elodea occidentalis
- Philotria angustifolia
- Philotria minor
- Philotria nuttallii
- Philotria occidentalis

Classification phylogénétique
L’élodée de Nuttall (Elodea nuttallii) est une espèce de plantes à fleurs de la famille des Hydrocharitaceae. C'est une plante aquatique vivace originaire d’Amérique du Nord.
Elle a été utilisée comme plante d'aquarium et décorative, introduite hors d'Amérique où elle est localement devenue très envahissante.
Depuis 2017, cette espèce est inscrite dans la liste des espèces exotiques envahissantes préoccupantes pour l’Union européenne. Cela signifie qu'elle ne peut pas être importée, cultivée, commercialisée, plantée, ou libérée intentionnellement dans la nature, et ce nulle part dans l’Union européenne.

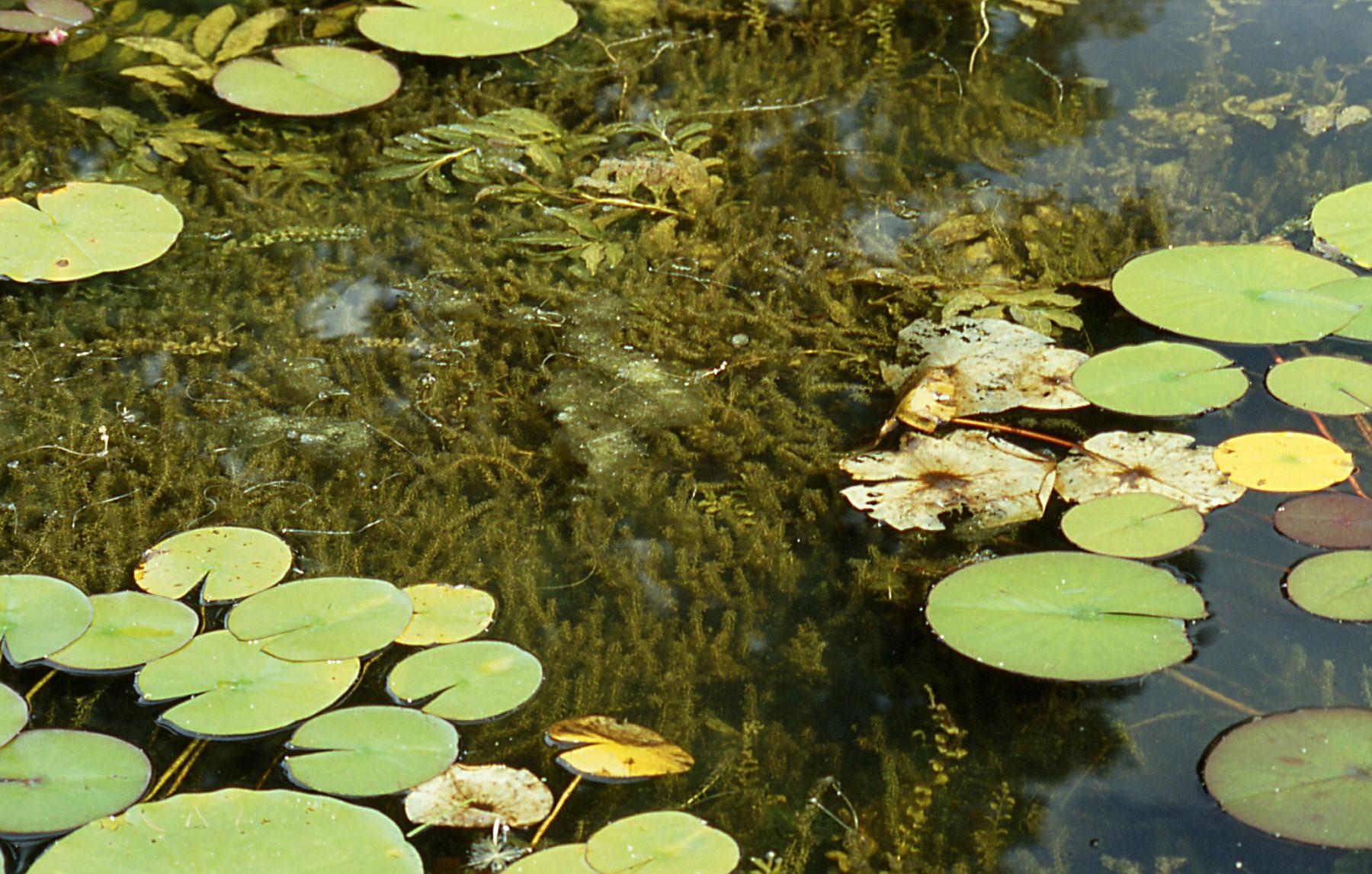
...ici en association avec un potamot (Potamogeton lucens) et un nénuphar (Nymphaea sp.).

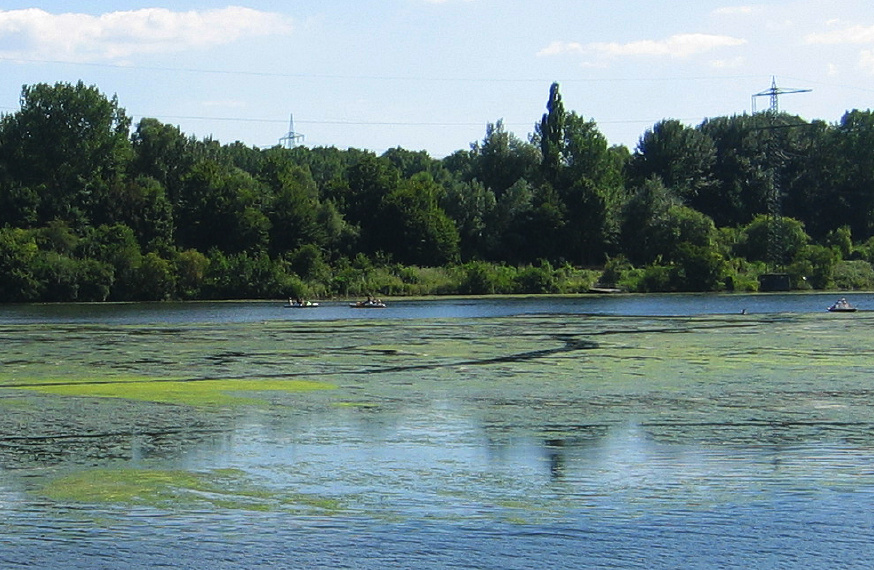
Cette plante peut couvrir des surfaces importantes de plans d'eau, au point d'y gêner la circulation des bateaux.

## Habitat
Dans ses milieux d'origine, nord-américains, cette espèce pousse immergée dans les lacs, les rivières et des plans d'eau peu profonds et elle a des déprédateurs naturels qui en contrôlent les populations.
On la trouve maintenant aussi dans une grande partie de l'Eurasie, où elle est considérée comme envahissante et susceptible de poser des problèmes (bouchons à la prise d'eau de refroidissement de certaines centrales nucléaires par exemple).
En Belgique, elle atteignait en 2004 une biomasse de 474 g PS/m2 sur les zones pré-barrages de Falemprise et de Féronval (Lacs de l'Eau d'Heure), peut-être favorisée par le  phosphore fortement présent dans ces eaux (phosphore total > 60 μg/l).
En France, elle fait partie (avec Elodea canadensis et E. ernstiae) de trois espèces d'élodées nord-américaines introduites au XIXe siècle pour E canadensis et plus tardivement (observée à partir de 1950 pour E. nuttallii et E. ernstiae).

En Alsace, E. nuttallii semble avoir stabilisé sa distribution, mais des variations annuelles de densité sont observées. Elle est devenue en quelques décennies l'une des espèces les plus dominantes et les plus fréquentes de la plaine du Rhin. Les trois élodées semblent se distribuer selon des préférendums physicochimiques de l'eau et de température : E. canadensis préfère les milieux oligomésotrophiques et des habitats plutôt sténothermes, alors que E. nuttallii et E. ernstiae sont plutôt dans les eaux eutrophes à mésoeutrophes avec peu ou pas d'apports d'eau souterraines sténothermes.

## Description
Cette plante aquatique vivace ressemble à ses proches parentes, dont l'élodée du Canada (Elodea canadensis), mais elle est dotée de feuilles coniques à pointe plus aiguë et parfois recourbées. Sa tige est plus coriace et se ramifie plus en « bouquet » que celle de l'élodée du Canada.
Elle pousse complètement immergée, à l’exception des fleurs et supporte de courtes exondations, surtout si le temps est humide.
Elle porte de petites fleurs staminées se détachant (abscission) à partir de leurs tiges et capables de flotter loin de la plante. Elle fleurit de mai à octobre.
Les tiges grêles et longues de plusieurs mètres sont munies de feuilles verticillées par trois. Ces feuilles sont petites, sessiles, minces (2 à 3 mm de large), de couleur vert foncé, plus pâles à leur face inférieure. Elles produisent des bourgeons terminaux qui hivernent au fond de l’eau et produisent de nouvelles tiges au printemps.
Les fleurs de couleur blanche, petites (5 mm de diamètre), comptent trois pétales et trois sépales identiques.

## Croissance et multiplication
La voie végétative est le mode de reproduction le plus important de cette plante, la reproduction par graine ne jouant qu’un rôle mineur.
La croissance d'Elodea canadensis et d'Elodea nuttallii a été étudiée en monoculture et en mélange, sous des intensités variées de lumière, et dans de l'eau enrichie ou non en phosphate ; Dans tous les cas, E. nuttallii grandissait mieux que E. canadensis (qui nécessite plus d'intensité lumineuse pour grandir). Les phosphates n'augmentent pas les longueurs de tige des deux espèces, mais augmentent le taux de croissance de E. nuttallii ce qui laisse penser que la capacité supérieure de croissance, quel que soit l'ensoleillement, et l'ombre portée par les épais dais de E. nuttallii éliminent les autres plantes qui ont besoin de plus de lumière (dont E. canadensis), notamment en condition eutrophe. Ce phénomène expliquerait mieux le caractère envahissant de cette espèce que les différences dans l'absorption des nutriments.
C'est une plante rustique, bien adaptée aux climats tempérés et frais ; elle passe l'hiver à l'abri de la glace en tapis denses près du fond et pousse activement à la surface de l'eau en été. Au Japon, son activité photosynthétique, pour la partie apicale est initiée, sous la lumière saturée, à 7 ± 1 °C en janvier et à 10 ± 1 °C en avril, mais des pousses détachées de cette plante peuvent croître légèrement, même en hiver dès que la température moyenne de l'eau dépasse 4 °C). Les longues tiges hachées par les hélices de bateaux pourraient donc contribuer à expliquer son caractère envahissant dans certaines zones.

## Utilisation
- Plante d’aquarium ou décorative (mais envahissante hors de son milieu d'origine).
- C'est une des plantes aquatiques (tout comme l'élodée du Canada) considérés comme intéressantes pour étudier les pollutions métalliques dans les zones humides, et leur impact en termes d'interaction avec les niveaux trophiques de l'écosystème.

## Invasivité
Elodea nuttallii et d'autres Hydrocharitaceae se montrent envahissantes en Europe et Asie. Plusieurs facteurs expliquent ce caractère (liste non limitative) :
- E nuttalii sécrète des substances défensives qui la rendent toxique et moins appétente pour les espèces autochtones eurasiatiques ; De nombreux invertébrés herbivores (ex : larve aquatique  d'Acentria ephemerella (Lepidoptera, Pyralidae[10]) herbivore généraliste) évitent souvent de manger E. nuttallii et consomment de préférence les espèces indigènes. Au premier stade larvaire, les individus qui mangent E. nuttallii ont un taux de mortalité bien plus élevé que quand ils mangent le potamot local Potamogeton perfoliatus , de même pour les larves âgées quand on les nourrit avec des plants d' E. nuttallii qui ont été exposées à de fortes intensités lumineuses. Et la croissance de larves âgées est fortement réduite sur E. nuttallii par rapport au potamot  Potamogeton lucens). 
Les teneurs en flavonoïdes diffèrent chez toutes ces plantes. Des extraits d'élodée de Nuttall déposés (en laboratoire) sur des feuilles de Potamots européens dissuadent les larves de les manger, alors qu'il s'agit habituellement de leur nourriture préférée, et les larves d'Acentria sont alors plus petites et survivent moins. On n'explique pas encore la toxicité constatée ; la fraction de flavonoïde suspectée contenant de la luteolin-7-O-diglucuronide, de l'apigénine-7-O-diglucuronide et du chrysoeriol-7-O-diglucuronide a fortement réduit l'alimentation des larves, mais sans augmenter leur mortalité[11].
- Des études[12] récentes (début des années 2000) conduites par l'Université de Metz laissent penser que la concurrence pour le phosphore, un eutrophisant préoccupant[13], explique aussi le caractère invasif de cette espèce. Comme E. canadensis, également invasive,  E. nuttallii se montre plus apte que les espèces autochtones telles que  Callitriche platycarpa ou Ranunculus peltatus avec lesquelles elle entre en concurrence pour à acquérir et stocker le phosphore, et E. nuttallii semble profiter de l'eutrophisation générale des milieux. Les mesures montrent que les élodées contiennent plus de phosphore que Callitriche platycarpa qu'elle concurrencent. De plus, elles sont plus adaptées aux fluctuations saisonnières de phosphore car elles le stockent mieux, ce qui répond aux modèle général d'invasivité biologique proposé pour les plantes par Davis et al.  Davis et al. (2000), Fluctuating resources in plant communities: a general theory of invasibility. J. Ecol. 88, 528-534 et justifie qu'on ait testé son utilisation en lagunage tertiaire d'effluent de station d'épuration[14]. On a aussi montré en Suède que les parties les plus vieilles de la plante accumulent plus et plus rapidement le phosphore que les parties jeunes[14].
- E. nuttelli capte par ailleurs très efficacement l'azote dissous dans l'eau, mais une concentration « trop » forte d'azote (à partir de 4 mg/l) nuit à sa croissance  (idem pour E. Canadensis). Elodea nuttallii et E. canadensis préfèrent NO4+ par rapport à NO3− (quand les deux ions ont été présents dans l'eau à parts égales).

## Écotoxicologie
Les données disponibles montrent que l'accumulation de métaux par cette espèce varie selon l'environnement, mais aussi selon le métal concerné et en fonction de la saison. Sa capacité d'absorption des métaux (Cd, Cr, Cu, Mn, Ni, Pb, Zn, Fe et S ont été testés) est significative, et comparable à celle d'E. canadensis. Une étude a montré que l'accumulation de métaux chez les élodées poussant dans des milieux pollués n'a aucun impact sur leur appétence pour la faune, mais cette appétence varie selon la saison et selon la partie de la plante (en automne, l'apex a été moins consommé que les tiges défoliées ou couvertes de feuilles).
Le cuivre et le cadmium sont deux produits qui peuvent être apportés par la pollution urbaine ou agricole dans les zones humides (pesticides à base de cuivre, et cadmium lessivé à partir des engrais phosphatés). Le cuivre est aussi de plus en plus utilisé dans les antifoolings de coques de bateaux et dans le traitement fongicides et algicide du bois). On a constaté que le cuivre (très toxique pour les algues planctoniques) stimule (à faible dose) la croissance de cette élodée (qui peut en bioaccumuler des quantités significatives (de 0 à 6,5 mg/kg en poids sec de racines et pousses).
Cette plante peut aussi bioaccumuler du cadmium (23 à 83 mg/kg en poids sec de racines et pousses) mais ce cadmium inhibe plus rapidement la croissance de la plante. La biodisponibilité pour la plante du cuivre et du cadmium de sédiments contaminés est fortement diminuée en présence d'acides humiques (acides naturellement abondants par exemple dans les tourbières ou en milieu forestier), mais ces acides accentuent la solubilité du cuivre et du cadmium dans la colonne d'eau, et l'élodée pourrait alors l'y capter directement et facilement (dans ces conditions, les taux de cuivre dans l'élodée augmentent de 26 à 69 % dans les racines et de 40 à 78 % dans les tiges et feuilles).  E. nuttallii pourrait donc être utilisée in situ en phytoremédiation du Cu et Cd de l'eau ou des sédiments contaminés, mais l'apport d'acide humique ne doit être fait qu'avec prudence pour la phytoextraction du cadmium en raison de sa toxicité pour la plupart des espèces. Cette plante s'est montrée en laboratoire assez sensible à plusieurs désherbants,, mais ces produits sont écotoxiques et là où elles ont pullulé, si les élodées ne sont pas retirées mécaniquement ou manuellement de l'eau, le traitement d'étangs par des désherbants peut donc occasionner, outre un important rejet de matière organique, avec risque d'anoxie et de relargage dans le milieu des métaux toxiques bioaccumulés par les élodées. Rem : le coefficient de sorption (absorption + adsorption) de 9 pesticides par cette plante a été étudié ; il n'évolue pas de manière linéaire selon la dose.
À l'occasion d'une étude portant sur les réponses antioxydantes de cette espèce à l'exposition au fer on a montré, en Chine, que l'accumulation de fer dans la plante dépend de la concentration dans le milieu, que le fer (sous forme d'ion ferrique, Fe+++ et à faible dose, de (1 à 10 mg/L) stimule la croissance de E. nuttallii, mais qu'à dose plus importante, il l'inhibe, par inhibition de la synthèse des protéines et des pigments ainsi que des activités des enzymes antioxydantes, avec dégradation accélérée des pigments et production de ROS quand le fer est en concentration toxique pour la plante.
Comme chez toutes les élodées, la forme des feuilles favorise l'accroche d'hameçons et la perte ou abandon de lignes de pêche éventuellement plombées. De même des billes de grenailles de chasse peuvent y être piégées et ensuite mangées par des oiseaux, élans ou caribous, avec risques de saturnisme animal dans le cas d'absorption avec le bol alimentaire. En France et dans un nombre croissant de pays la grenaille de plomb est interdite dans les cartouches de chasse.

## Gestion
Deux arrachages et exportations successives hors des eaux par des moyens mécaniques réduisent fortement les populations de cette élodée, mais la flore autochtone semble, lors d'expérimentations, peiner à réapparaitre (un an après).
Lors d'une expérience néerlandaise visant - par « biomanipulation » (restauration d'une végétation submergée dans ce cas) - à retrouver la transparence de l'eau du lac Zwemlust, on a constaté, après une phase de forte croissance, une forte régression des macrophytes, avec quasi-disparition d' E. nuttallii ; mais là où on avait posé sur le fond des cages (« exclos ») pour protéger les plantes des grands poissons et des oiseaux, l'élodée de Nuttall est restée présente et parfois très abondante. Les auteurs en ont conclu que l'herbivorie par les foulques (Fulica atra) en automne/hiver, et par le rotengle (Scardinius erythrophthalmus) en été, avaient probablement causé la diminution de l'abondance totale des macrophytes et un changement dans la composition des espèces (au profit du potamot Potamogeton berchtoldii).

## Annexe